# Галигін Вадим Павлович
Вадим Павлович Галигін (біл. Вадзім Паўлавіч Галыгін; нар. 8 травня 1976, Борисов, Мінська область, Білоруська РСР, СРСР ) — білоруський і російський актор, телеведучий, пропагандист, артист розмовного жанру, продюсер, гуморист. Виступав у програмі Comedy Club на телеканалі ТНТ, а також був продюсером і ведучим програми «Дуже російське ТБ» на телеканалі СТС. Був продюсером серіалу «Галигін.РУ». Раніше брав участь у КВК, працював на білоруському телебаченні.
З 23 вересня 2022 року — ведучий шоу «Фантастика» на «Першому каналі». Знімається в серії рекламних роликів (зокрема нецензурних, які поширюють в Інтернеті ) мережі магазинів «Ельдорадо» в Росії, Білорусії та Україні, мережі магазинів «Sulpak» в Казахстані, а також стільникового оператора «life:) Білорусь». Бере участь у проектах «Руського радіо».

## Біографія
Народився 8 травня 1976 року в Борисові, де закінчив середню школу №7. Займався спортивним орієнтуванням .
У 17 років вступив до Мінського вищого військово-командного училища.
Через 3 роки закінчив Військову академію Республіки Білорусь, створену на базі двох училищ, і пішов служити у збройні сили Республіки Білорусь у званні лейтенанта і на посаді старшого офіцера батареї першого самохідного артилерійського дивізіону .
Потім служив у Мінську у 120-й дивізії, а пізніше перевівся до Військової Академії і вже звідти звільнився в запас у званні старшого лейтенанта. Служив в армії ще рік, протягом якого працював на мінській радіостанції«Альфа радіо» — з моменту її заснування.

## Особисте життя
Був одружений з московською моделлю Дариною Овечкіною, яка після 7 років спільного життя покинула гумориста заради невідомого одесита. Наразі його дружина — Ольга Вайнилович (1986) , колишня співачка та модель з Білорусії .
Є дочка від першого шлюбу Таїсія (24 травня 2000)  та син від другого шлюбу Вадим Галигін-молодший (1 Травня 2011).
18 червня 2019 року народився син Іван.
За власними словами, має польське коріння .

## Кар'єра

### КВК
У КВК почав грати 1993 року в команді військового училища «МінполітШа», у складі якої п'ять разів брав участь у фестивалі КВК «Слов'янський базар» у місті Рязань і неодноразово ставав Лауреатом цього фестивалю, взявши Гран-прі . Пізніше команда зазнавала багато змін, протягом одного сезону називалася «Острів скарбів» і на початку 1997 року взяла участь у Восьмому фестивалі команд КВК у Сочі. Півхвилинний виступ команди (за участю Галигіна) увійшов до гала-концерту та його телеверсії, показаної по ОРТ. Пізніше її перейменували на «Бувало й гірше», і вже в її складі 1998 року Вадим став чемпіоном ліги КВК «Старт» у Воронежі. На момент звільнення з армії команда «Бувало і гірше» вже починала розпадатися, і було вирішено об'єднати її з командою Брестського політехнічного університету «Відділ кадрів», проєкт було названо збірною Мінськ-Брест. На Першому каналі об'єднана команда з'явилася в ефірі фестивалю КВК у Сочі 2001 . Цього ж року вона стала чемпіоном Євроліги КВК . Будучи давно знайомим із членами команди КВК БДУ, восени 2000 року був запрошений грати вже у цій команді в сезоні 2001 року, у складі якої став чемпіоном Вищої ліги 2001 року. Після цього виступав у спецпроектах КВК у командах «Збірна XXI століття» та «Збірна СРСР».

### Шоумен
З 2005 року — один з учасників Comedy Club. Через два роки залишає його , щоб зайнятися своїм власним бізнесом. У 2007 році зіграв головну роль у новорічному мюзиклі «Привид мильної опери» на телеканалі СТС. З травня по жовтень 2009 року — суддя шоу « Слава Богу, ти прийшов! ». Учасник третього сезону шоу «Дві зірки» (Перший канал). Був одним із ведучих премії «Муз-ТВ 2009».
З 19 грудня 2009 року по серпень 2011 року вів гумористичне шоу «Люди, коні, кролики та домашні ролики» на українському каналі ICTV  . Потім повернувся до програми Comedy Club, де з'являвся до 2015 року.
Знімався у шоу «Наша Белараша», у якому грав охоронця зоопарку.
З 3 жовтня по 25 грудня 2015 року був ведучим розважального шоу «Час Г» на телеканалі НТВ .
З 18 лютого 2018 — автор і ведучий гумористичної програми «Анекдот-шоу», що виходить у соціальній мережі «Однокласники»  . Її перший сезон із грудня 2018 по січень 2019 року повторювався на телеканалі «РЕН ТВ» , з липня 2019 року розпочався показ другого сезону.
Був одним із творців гоночної команди «BY Motorsport», яка виступала в Російській Дріфт Серії з 2021 по 2022 рік. 

### Телебачення
На телебаченні розпочав кар'єру 1995 року з передачі «Польська година». Програма виходила на 8 каналі у Білорусії. Через неї Галигін був оголошений польським урядом «персоною нон грата».
До 2001 року був учасником Білоруської Ліги КВК.
У період з 2000 по 2004 рік став учасником КВК на Першому каналі.
З 2005 по 2007 та з 2011 по 2015 роки — учасник «Comedy Club» на ТНТ.
У 2007 році був запрошений до шоу «СТС запалює суперзірку» як суддя.
У 2008 році Вадим Галигін від імені компанії «ЕГО продакшн» представив фільм «Дуже російський детектив» , режисером якого виступив Кирило Папакуль .
У 2008 році взяв участь у російському дубляжі французької комедії « Астерікс на Олімпійських іграх », озвучуючи Брута  . А влітку 2009 року бере участь у російському дубляжі анімаційного фільму «Льодовиковий період-3: Ера динозаврів», в якому озвучив Бака.
У 2009 році разом із друзями оголосив про початок радіокар'єри на «Русском радио».
13 лютого 2010 року на каналі СТС відбулася прем'єра серіалу «Галигін. РУ», де Галигін став сценаристом, режисером та продюсером проекту.
У 2010-2011 був одним із ведучих програми «Випадкові зв'язки» на СТС.
У 2014 році - ведучий скетч-шоу «Одного разу в Росії» на ТНТ  .
У березні 2018 року брав участь у програмі «Що? Де? Коли?»     .
Є обличчям рекламної кампанії мережі «Ельдорадо». З 23 вересня 2022 року — ведучий шоу «Фантастика» на «Першому каналі».
У червні 2022 був ведучим однієї гри стадії 1/8 фіналу Вищої ліги КВК 2022 , а у вересні — ігри 1/4 фіналу .
Із січня 2023 року веде подкаст «Анекдоти» у журналі «Подкаст.Лаб» на Першому каналі.

## Фільмографія
- 2001—2002 — FM та хлопці — комівояжер (10-та серія) / Фелікс (45-та-48-та серії)
- 2001 — Писаки — міліціонер
- 2007 — Наша Belarussia
- 2008 — Дуже російський детектив — патологоанатом Яцек Грабовський
- 2009 — Приколи на перерві — камео
- 2010 — Галигін.ру — грає самого себе
- 2010 — Наш домашній магазин — камео - запрошена зірка для рекламування товарів
- 2013 — Єралаш — Випуск № 270 (сюжет «Помилочка вийшла...») — Микола Іванович, батько хлопчика
- 2013 — Деффчонки — новорічний таксист (57 серія)
- 2014 — Таємниця чотирьох принцес — радник
- 2014 — Зальотчики — режисер
- 2017 — Ялинки нові — камео
- 2018 — Zомбоящик — єгиптянин
- 2018 — Жінки проти чоловіків: Кримські канікули — Вадим Павлович, керуючий готелем
- 2019 — Упирі — Діма, контрабандист
- 2020 — Побачення у Вегасі
- 2021 — Друг на продаж

## Дубляж
- 2008 — Астерікс на Олімпійських іграх — Брут (роль Бенуа Пульворда)[24]
- 2008 — Хитрюга Джек 3D — доктор Штурмдранг
- 2009 — Льодовиковий період 3: Ера динозаврів — ласка Бак[25]
- 2010 — Союз звірів — сурикат Билли[26]
- 2014 — Махни крилом — Карл[27]
- 2014 — Астерікс: Земля Богів — Юлій Цезар[28]
- 2016 — Льодовиковий період: Курс на зіткнення — ласка Бак

## Озвучування
- 2014 — Папуга Club — щур Едік

## Дискографія
- 2011 — Подарунок (з гуртом «Леприконси»)
- На пляж (з гуртом «Отпетые мошенники»)
- 8 березня (з гуртом «Ленинград»)